# Ermida de Nossa Senhora das Almas

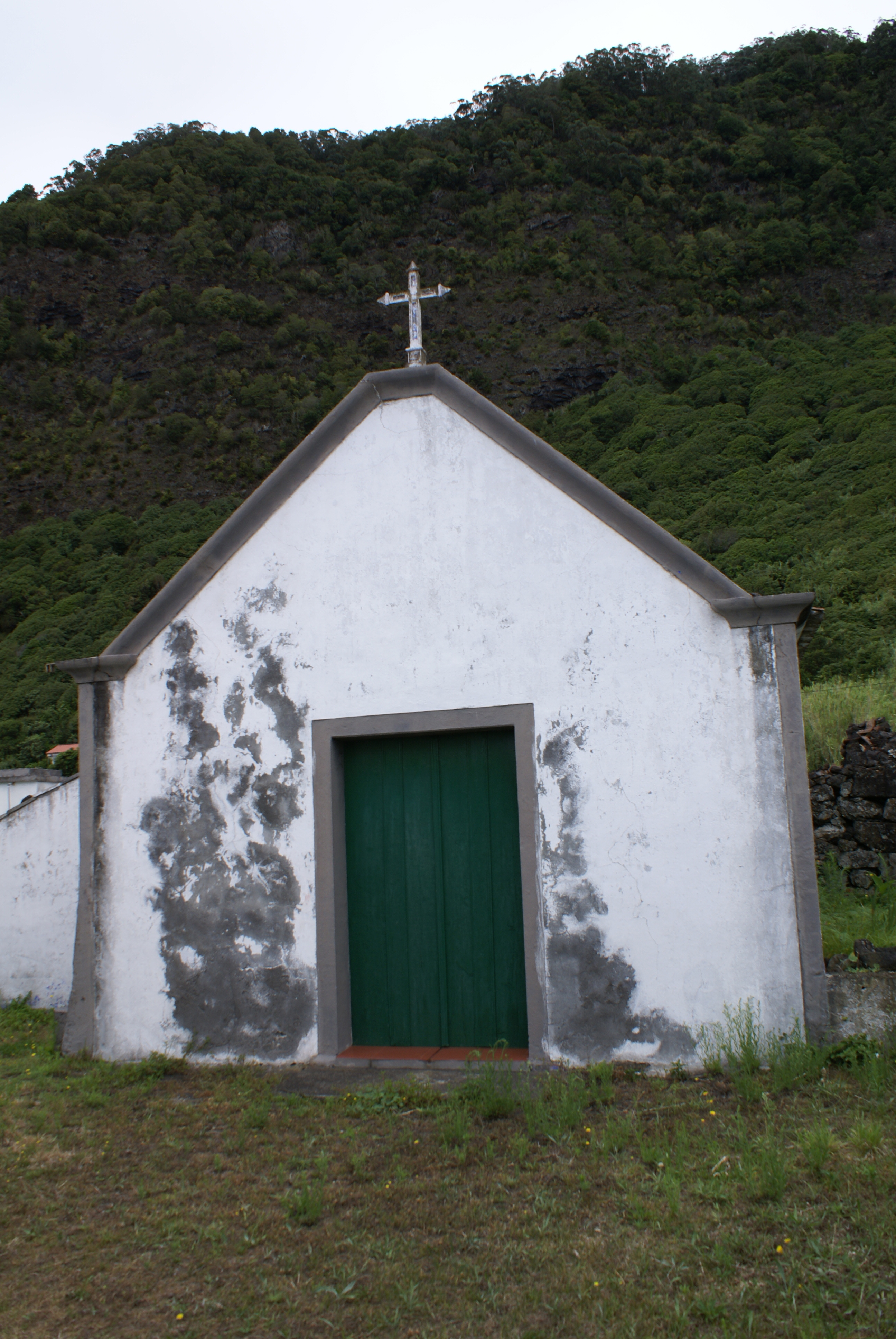
Ermida de Nossa Senhora das Almas, lugar do Barbos, Fajã das Almas.

A Ermida de Nossa Senhora das Almas é uma ermida Portuguesa localizada no lugar do Barbos, Fajã das Almas, a freguesia da Manadas, concelho de Velas, ilha de São Jorge.
Esta ermida bastante antiga, apresenta algum trabalho em cantaria de basalto e por cima da porta de entrada uma cruz que encima o edifício. Encontra-se revista a alvenaria pintada a cal de cor branca.
No interior encontra-se uma imagem de Nossa Senhora das Almas.